# Schaal Sels 2003
La Schaal Sels 2003, settantottesima edizione della corsa, si svolse il 2 settembre 2003 su un percorso di 193 km, con partenza e arrivo a Merksem. Fu vinta dall'olandese Steven de Jongh della Rabobank davanti al belga Geert Verheyen e all'ucraino Jurij Metlušenko.

## Ordine d'arrivo (Top 10)
| Pos. | Corridore         | Squadra                      | Tempo    |
| ---- | ----------------- | ---------------------------- | -------- |
| 1    | Steven de Jongh   | Rabobank                     | 4h16'13" |
| 2    | Geert Verheyen    | Marlux-Wincor Nixdorf        | s.t.     |
| 3    | Jurij Metlušenko  | Landbouwkrediet-Colnago      | a 7"     |
| 4    | David Harrigan    | The Team Downunder           | s.t.     |
| 5    | René Weissinger   | Team Vermarc Sportswear      | s.t.     |
| 6    | Stefan van Dijk   | Lotto-Domo                   | s.t.     |
| 7    | Gerben Löwik      | Bankgiroloterij Cycling Team | s.t.     |
| 8    | Jeroen Blijlevens | Bankgiroloterij Cycling Team | s.t.     |
| 9    | Bert Hiemstra     | Bankgiroloterij Cycling Team | s.t.     |
| 10   | Geert Omloop      | Palmans-Collstrop            | s.t.     |